# كينيث كوك
كينيث كوك (بالإنجليزية: Kenneth Cook)‏ هو صحفي وكاتب وكاتب سيناريو ومخرج أسترالي، ولد في 5 مايو 1929 في سيدني في أستراليا، وتوفي في 18 أبريل 1987 في Narromine ‏ في أستراليا بسبب نوبة قلبية.

## وصلات خارجية
- كينيث كوك على موقع IMDb (الإنجليزية)
- كينيث كوك على موقع ألو سيني (الفرنسية)
- كينيث كوك على موقع أول موفي (الإنجليزية)
- كينيث كوك على موقع ديسكوغز (الإنجليزية)
- كينيث كوك على موقع قاعدة بيانات الفيلم (الإنجليزية)
- كينيث كوك على موقع كينوبويسك (الروسية)